# آران امبلتن
آران امبلتن (انگلیسی: Aran Embleton؛ زادهٔ ۷ اکتبر ۱۹۸۱) یک بازیکن فوتبال است.
وی سابقه عضویت در تیم ملی فوتبال زنان انگلستان را داراست.